# Volksbank Waltrop
Die Volksbank eG, Waltrop war eine Genossenschaftsbank mit Sitz in Waltrop in Nordrhein-Westfalen. Ihr Geschäftsgebiet erstreckte sich von Waltrop über Datteln, Henrichenburg, Lünen, Brambauer bis Oer-Erkenschwick. Zum 1. Januar 2020 wurde sie mit der Dortmunder Volksbank verschmolzen.

## Organisationsstruktur
Die Volksbank eG Waltrop war eine Genossenschaftsbank. Rechtsgrundlagen waren das Genossenschaftsgesetz und die Satzung. Organe der Volksbank waren der Vorstand und der Aufsichtsrat.

## Geschäftsausrichtung
Die Volksbank eG Waltrop betrieb als Volksbank das Universalbankgeschäft. Im Verbundgeschäft arbeitete die Volksbank eG Waltrop mit den Finanzpartnern der Genossenschaftlichen FinanzGruppe Volksbanken und Raiffeisenbanken zusammen.
Die Volksbank eG Waltrop war der Sicherungseinrichtung des Bundesverbandes der Deutschen Volksbanken und Raiffeisenbanken e.V. (Garantiefonds und Garantieverbund) angeschlossen.

## Geschichte
Waltrop
- 1884 Gründung „Waltroper Spar- und Darlehenskassenverein, eingetragene Genossenschaft mit unbeschränkter Haftpflicht“
- 1932 Erstes bankeigenes Gebäude an der Hilberstraße
- 1948 Namensänderung „Spar- und Darlehenskasse e.G.m.u.H. zu Waltrop“
- 1957 Eröffnung der Zweigstelle Brambauer
- 1958 Neubau Am Moselbach wird bezogen
- 1965 Eröffnung Zweigstelle Riphausstraße
- 1966 Namensänderung „Spar- und Darlehenskasse, eingetragene Genossenschaft mbH Waltrop“
- 1970 Eröffnung Zweigniederlassung Lünen
- 1972 Namensänderung „Spar- und Darlehenskasse, eingetragene Genossenschaft mit beschränkter Haftung“
- 1974 Umwandlung der Zweigstelle Brambauer in eine Niederlassung
- 1975 Namensänderung „Volksbank Waltrop e.G.“
- 1978 Eröffnung der Zweigstelle Preußenstraße und Münsterstraße
- 1981 Eröffnung Zweigstelle Egelmeer
- 1986 Namensänderung „Volksbank Waltrop-Lünen eG“
- 1990 Verschmelzung der „Spar- und Darlehenskasse Henrichenburg eG“ (übertragendes Institut) mit der „Volksbank Waltrop-Lünen eG“ (übernehmendes Institut)
- 1998 Verschmelzung der „Volksbank Waltrop-Lünen eG“ (übernehmendes Institut) mit der „Volksbank eG mit Sitz in Oer-Erkenschwick“ (übertragendes Institut) Namensänderung „Volksbank eG mit Sitz in Waltrop“
- 2020 Verschmelzung mit der „Dortmunder Volksbank“ (übernehmendes Institut)

Datteln 
- 1885 Gründung „Dattelner Spar- und Darlehensverein e.G.m.u.H zu Datteln“
- 1895 Gründung „Horneburger Spar- und Darlehensverein e.G.m.u.H zu Horneburg“
- 1954 Verschmelzung der „Spar- und Darlehenskasse e.G.m.u.H Horneburg“ mit der „Spar- und Darlehenskasse Datteln, eingetragene Genossenschaft“
- 1962 Eröffnung Zweigstelle Hagem
- 1964 Namensänderung „Spar- und Darlehenskasse Datteln, eingetragene Genossenschaft mit beschränkter Haftpflicht“
- 1975 Namensänderung „Volksbank Datteln eG“
- 1979 Eröffnung Zweigstelle Hötting
- 1991 Verschmelzung der „Volksbank Datteln eG“ (übertragendes Institut) mit der „Volksbank eG mit Sitz in Oer-Erkenschwick“ (übernehmendes Institut)
- 1998 Verschmelzung der „Volksbank Waltrop-Lünen eG“ (übernehmendes Institut) mit der „Volksbank eG mit Sitz in Oer-Erkenschwick“ (übertragendes Institut) Namensänderung „Volksbank eG mit Sitz in Waltrop“

Oer-Erkenschwick 
- 1897 Gründung „Oerer Spar- und Darlehensverein e.G.m.u.H. zu Oer“
- 1925 Gründung „Erkenschwicker Spar- und Darlehensverein“
- 1943 Verschmelzung des „Oerer Spar- und Darlehensverein e.G.m.u.H. zu Oer“ (übertragendes Institut) mit dem „Erkenschwicker Spar- und Darlehensverein“ (übernehmendes Institut)
- 1948 Namensänderung „Spar- und Darlehenskasse e.G.m.b.H Erkenschwick“
- 1952 Namensänderung „Spar- und Darlehenskasse Oer-Erkenschwick eingetragene Genossenschaft mit unbeschränkter Haftpflicht“
- 1961 Eröffnung Zweigstelle Klein-Erkenschwick
- 1965 Namensänderung „Spar- und Darlehenskasse Oer-Erkenschwick eingetragene Genossenschaft mit beschränkter Haftung“
- 1966 Namensänderung „Spar- und Darlehenskasse Oer-Erkenschwick eingetragene Genossenschaft mit beschränkter Haftpflicht“
- 1974 Namensänderung „Volksbank eG mit Sitz in Oer-Erkenschwick“
- 1991 Verschmelzung der „Volksbank Datteln eG“ (übertragendes Institut) mit der „Volksbank eG mit Sitz in Oer-Erkenschwick“ (übernehmendes Institut)
- 1998 Verschmelzung der „Volksbank eG mit Sitz in Oer-Erkenschwick“ (übertragendes Institut) mit der „Volksbank Waltrop-Lünen eG“ (übernehmendes Institut)

Henrichenburg 
- 1895 Gründung „Waltroper Spar- und Darlehenskassenverein e.G.m.u.H. zu Henrichenburg“
- 1930 Eröffnung Zweigstelle Rauxel
- 1951 Schließung Zweigstelle Rauxel. Eröffnung Zweigstelle Habinghorst
- 1963 Eröffnung Zweigstelle Ickern
- 1990 Verschmelzung der „Spar- und Darlehenskasse Henrichenburg eG“ (übertragendes Institut) mit der „Volksbank Waltrop-Lünen eG“ (übernehmendes Institut)
- 1998 Verschmelzung der „Volksbank Waltrop-Lünen eG“ (übernehmendes Institut) mit der „Volksbank eG mit Sitz in Oer-Erkenschwick“ (übertragendes Institut) Namensänderung „Volksbank eG mit Sitz in Waltrop“

2018 hatte die Volksbank Waltrop 34.477 Mitglieder, eine Bilanzsumme von 910 Mio. Euro, 14 Filialen und 175 Mitarbeiter.

## Engagement
Im August 2005 gab die Volksbank eG Waltrop den Anstoß zur Bürgerstiftung Emscher-Lippe-Land.